# نبرد ابوقیر (۱۷۹۹)
نبرد ابوقیر نبردی در روز ۲۵ ژوئیه سال ۱۷۹۹ در جریان لشکرکشی ناپلئون به مصر بود که میان فرانسوی‌ها و ارتش امپراتوری عثمانی به رهبری سید مصطفی‌پاشا به وقوع پیوست و به پیروی فرانسوی‌ها انجامید.
درحالیکه ناپلئون بناپارت در حال عقب‌نشینی از سوریه بود مراد چهارم، امپراتور عثمانی سپاهی به توان ۱۸ هزار نفر را از طریق مدیترانه روز ۱۵ ژوئیه سال ۱۷۹۹ در ابوقیر در شرق اسکندریه پیاده کرد. ناپلئون نیروهای مستقر خود در مصر را به سرعت باز سازماندهی نمود و ۷٬۷۰۰ نفر به مصاف سپاه عثمانی در شبه‌جزیره ابوقیر رفت. یورش سخت فرانسوی در روز ۲۵ ژوئیه در عرض یک ساعت خط دفاعی نخست ترک‌ها را شکست و هشت هزار نفر از آن‌ها را به هزیمت راند. فرانسوی‌ها با پشتیبانی توپخانه از سد خط دفاعی دوم نیز گذشتند و ۶ هزار نفر دیگر از نفرات دشمن را هم از میدان به در کردند. با پیشروی به سمت شمال شبه‌جزیره ناپلئون تمامی سپاه عثمانی را منهدم ساخت. چند هزار نفر از نیروهای باقیمانده ترک تا روز ۲ اوت در قلعه ابوقیر به مقاومت ادامه دادند. در مجموع تلفات عثمانی شامل دو هزار کشته، یازده هزار غرق‌شده هنگام گریز و سه هزار اسیر بود؛ درحالیکه این مقدار برای فرانسوی‌ها تنها ۱۵۰ کشته و ۷۵۰ زخمی بود.